# Comitato di Corrispondenza Comunista
Il Comitato di Corrispondenza Comunista (in tedesco Kommunistisches Korrespondenz-Komitee) era un'associazione nell'area anglo-francese, di comunisti fondata da Karl Marx e Friedrich Engels, con comitati a Bruxelles, Londra, Colonia e Parigi, con l'obiettivo di organizzare politicamente e ideologicamente i socialisti di diversi paesi per formare un partito proletario rivoluzionario.

## Storia
Il primo comitato fu formato a Bruxelles, che divenne la sede del Comitato di Corrispondenza, con membri tra cui Karl Marx, Wilhelm Wolff, Joseph Weydemeyer, Edgar von Westphalen, Ferdinand Wolff e Philip Giot.
Un altro comitato fu formato a Londra tra maggio e giugno 1846, formato da Joseph Maximilian Moll e Karl Schapper, tra gli altri. Nel giugno 1846, il comunista di Wuppertal Gustav Adolf Koettgen si avvicinò al comitato di Bruxelles e suggerì che i comunisti tedeschi si informassero a vicenda delle loro azioni, cosa che il comitato accolse con favore.
Engels, che si recò in Francia nel 1846 su incarico del comitato, guidò la lotta contro l'influenza riformista di Pierre-Joseph Proudhon, il "socialismo vero" di Karl Grün e il "weitlingismo", o meglio conosciuto come comunismo livellatore di Wilhelm Weitling tra i lavoratori parigini. Nell'agosto 1846, Engels formò lì il Comitato di Parigi, per conto del Comitato di Bruxelles, per diffondere le idee dei comitati sotto la Lega dei Giusti.
Dal 1846 al 1847, Heinrich Bürgers e Roland Daniels lavorarono a Colonia per il Comitato di Corrispondenza e il medico Georg Weber a Kiel. Anche il commesso viaggiatore e poeta Georg Weerth lavorò come corriere per i comitati.
Alla conferenza di Londra del 1847, in cui fu fondata la Lega dei Comunisti, per la quale Marx ed Engels scrissero in seguito il Manifesto del Partito Comunista, erano presenti tutti i comitati, per Parigi Engels e per Bruxelles Wolff.